# Dichochrysa birungana
Dichochrysa birungana är en insektsart som först beskrevs av Luisa Eugenia Navas 1924.  Dichochrysa birungana ingår i släktet Dichochrysa och familjen guldögonsländor. Inga underarter finns listade i Catalogue of Life.